# Nikolay Nikolayevich Vashugin
Nikolay Nikolayevich Vashugin (tiếng Nga: Николай Николаевич Вашугин; 18 tháng 4 [lịch cũ 5 tháng 4] năm 1900 - 28 tháng 6 năm 1941) là một sĩ quan chính trị cao cấp của Liên Xô. Ông đã tự sát vì không chịu nổi trách nhiệm vì sự sụp đổ của Hồng quân trước quân đội Đức Quốc Xã khi Chiến dịch Barbarossa nổ ra.

## Tiểu sử

### Thiếu thời
Sinh năm 1900 tại làng Zaruchie, Vashugin gia nhập Hồng quân năm 1919 và tham gia Nội chiến Nga. Ông trở thành một giảng viên chính trị vào năm 1920. Năm 1933, ông tốt nghiệp Học viện Frunze.

### Những năm giữa cuộc chiến
Vashugin được cho là đã đóng một vai trò tích cực trong cuộc Đại thanh trừng, thường xuyên báo cáo về thái độ một số người quen của mình và thể hiện "nhiệt tâm chính trị". Năm 1937, ông trải qua khóa đào tạo sĩ quan nâng cao "Vystrel" (Выстрел). Năm 1938, ông được phong cấp bậc Chính ủy Trung đoàn, rồi được thăng lên Chính ủy Sư đoàn và được bổ nhiệm làm Ủy viên Hội đồng Quân sự Quân khu Leningrad, giữ vào trò lãnh đạo chính trị của quân khu.
Sau khi Liên Xô xâm lược Phần Lan, Vashugin được bổ nhiệm làm Ủy viên Hội đồng Quân sự Tập đoàn quân 7 của Kiril Meretskov vào ngày 9 tháng 12 năm 1939 và được thăng cấp bậc Chính ủy Quân đoàn. Ông được giao nhiệm vụ tương tự trong Tập đoàn quân 15 vào ngày 7 tháng 1 năm 1940, và giữ vị trí đó cho đến khi chiến tranh kết thúc. Sau đó, ông giữ chức vụ Ủy viên Hội đồng Quân sự tại Quân khu Arkhangelsk. Vào ngày 16 tháng 11, Vashugin được giao nhiệm vụ tại Quân khu đặc biệt Kiev ở vị trí tương tự.

### Chiến tranh Vệ quốc vĩ đại
Vào ngày 22 tháng 6 năm 1941, khi Đức xâm lược Liên Xô, Quân khu Kiev - do Mikhail Kirponos chỉ huy - được cải tổ để thành lập Phương diện quân Tây Nam. Lúc 23g00 cùng ngày, Stavka ra lệnh cho Kirponos mở một cuộc phản công nhằm vào Lublin vào ngày 23. Trong khi tham mưu trưởng phương diện quân Maksim Purkayev cho rằng lực lượng của họ không thể tấn công và nên rút lui, Vashugin cho rằng phòng thủ bị động sẽ làm ảnh hưởng đến tinh thần binh sĩ. Cuối cùng, Kirponos thuyết phục sĩ quan chính trị của mình chấp nhận một chiến dịch ít tham vọng hơn sẽ được bắt đầu vào những giờ đầu của ngày 24.
Ngay sau đó, tướng Georgy Zhukov và Nikita Khrushchev đến, yêu cầu thực hiện chỉ thị của Stavka tấn công càng sớm càng tốt. Đến ngày 25, lực lượng được tổ chức kém của Kirponos giao tranh với kẻ thù gần Dubno và Brody trong một cuộc phản công vội vã. Ngày 27, Vashugin tự mình đi kiểm tra mặt trận và đến chỗ Quân đoàn cơ giới số 8 của tướng Dmitry Ryabyshev, vốn được lệnh rút lui vị trí của sở chỉ huy ngay trong đêm. Vashugin ra lệnh cho lực lượng vô tổ chức tấn công ngay lập tức, đe dọa sẽ bắn chỉ huy của nó. Vì đơn vị vô tổ chức không thể tấn công toàn lực trước ngày hôm sau, Vashugin đã chỉ thị cho chính ủy của quân đoàn, Chính ủy Lữ đoàn Nikolay Popel tiếp nhận lực lượng sẵn có và tiến công trong khi Ryabyshev sẽ tập hợp quân tiếp viện. Mặc dù Quân đoàn 8 chiếm được Dubno trong một thời gian ngắn, nhưng nó đã bị bao vây và tiêu diệt ngay sau đó. Khi hay tin về điều này, Vashugin đã tự sát tại sở chỉ huy của mặt trận. Khrushchev sau đó tuyên bố rằng Vashugin đã gặp ông ta, nói rằng "tất cả đã mất... Nó sẽ kết thúc như ở Ba Lan và Pháp" và tự bắn vào mắt mình.

## Lược sử cấp bậc
- Chính ủy Trung đoàn (полковой комиссар; 1935);
- Chính ủy Lữ đoàn (бригадный комиссар; 1938);
- Chính ủy Sư đoàn (дивизионный комиссар; 1939);
- Chính ủy Quân đoàn (корпусной комиссар; 1939).